# 英國黑人
英國黑人（英文：Black British），是指來自非洲或其後裔的英國籍黑人，包括非洲裔加勒比人，有時也包括相關混血族裔。這個詞語在1950年代開始使用，主要指來自西印度群岛與非洲的前英國殖民地，居住於聯合王國且自認為英國臣民的黑人。
在英國，“黑人”一詞在歷史上有多次被當作種族和政治標籤，可能用於更寬廣的社會政治背景，以涵蓋更廣泛的非歐洲裔少數族群。這是一個有爭議的定義。“英國黑人”是用於官方版英國族群分類的各種自我認定項目之一。
2011年，黑人居民約佔英國人口數的3％。該數字係從2001年略少於115萬居民（佔人口數的2％）增加到2011年的略多於190萬。超過95％的黑人居住在英格蘭，尤其是在英格蘭的大都會區，超過一百萬英國黑人住在大倫敦地區。

## 歷史

### 古代及中世紀
在羅馬帝國治下的不列顛有過來自帝國其他部分（如努米底亚）的黑人，歷史證據表明大多數當時居住在不列顛尼亞的黑人都與當地羅馬駐軍有聯繫。不過也有人是羅馬帝國的上流人士。考古學家在約克郡發現了羅馬時期修建的一名混血女人的墳墓，這座墳墓用石頭累建，且有用墨玉、象牙等珍寶陪葬，暗示了她顯赫的身世。在2007年，科學家們在幾名英國男人（都是約克郡出身）的DNA裡發現了一種幾乎絕跡的Y染色體，這種染色體只在西非的極少數男性身上發現。學者們認為這種Y染色體要麼是羅馬軍人留下的，要麼是黑奴留下的。有些黑奴在當地达到了較高的社會地位，並可能與當地女人結合。
歷史記錄也表明在12世紀時英國就有了幾個較小的黑人聚落。 在2013年，考古學家在格洛切斯特郡發現了一具黑人骸骨，被推測來自撒哈拉以南的非洲（即通俗的「黑非洲」），並死亡於896至1025年之間。

### 十七至十八世紀的奴隸貿易時期
在此時間，倫敦的黑人定居點有所增加。英國參與了歐洲、非洲和美洲之間的三大洲奴隸貿易。黑奴是船長和前殖民官員以及商人、農場主人和軍人的侍者。這導致倫敦北部、東部和南部地區的黑人有所增加。也有來自西非和南亞的少數自由奴隸與海員。這些人當中有不少因缺乏工作和種族歧視因素而被迫乞討。
來自大不列顛的商人參與跨大西洋奴隸貿易是英國黑人社區發展的最重要因素。這些社區在高度參與奴隸貿易的港口城市蓬勃發展，例如利物浦和布里斯托爾。到1795年，利物浦佔有62.5％的歐洲奴隸貿易。因此，利物浦是英國最古老的黑人社區所在地，至少可追溯到1730年代。一些利物浦黑人能夠追溯他們在該城市內的十代祖先。

### 十九世紀

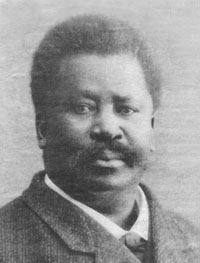
帕布羅·方克：維多利亞時間英格蘭著名的馬戲團老闆與演員

在18世紀末期，英國奴隸貿易因民意改變而減少。英國和美國在1808年均廢除了大西洋奴隸貿易，並合作在西部非洲海岸外的非法貿易船解放奴隸。許多被釋放的奴隸被帶到塞拉利昂定居。1834年，奴隸制度在大英帝國完全廢除，雖然它在加勒比海地區的農場還是有利可圖。少數黑人從西印度群島和西部非洲被帶到倫敦。居住在英國以男性為主的黑人人口，不再因來自西印度群島和美國的奴隸與僕人緩慢溢注而增加。廢除意味著實際上不再有黑人到達英國，然而來自歐洲各地的移民仍有增加。維多利亞時代的英國黑人人口很少，因而生活在大貿易港之外的人們與黑人人口完全隔絕。
19世紀初期，在教區登記紀錄中的黑人及其後裔數量顯著下降。可能是研究人員單純沒有收集到數據，或是18世紀末的大多數黑人男性已經與白人婦女結婚。在1833年的廢除奴隸制度，有效地終結黑人小規模移民到倫敦和不列顚的時代。然而，也有一些例外，黑人和中國船員開始在一些英國港口形成小社區，特別是因為他們被雇主遺棄在那兒。

### 二十世紀

#### 第一次世界大戰

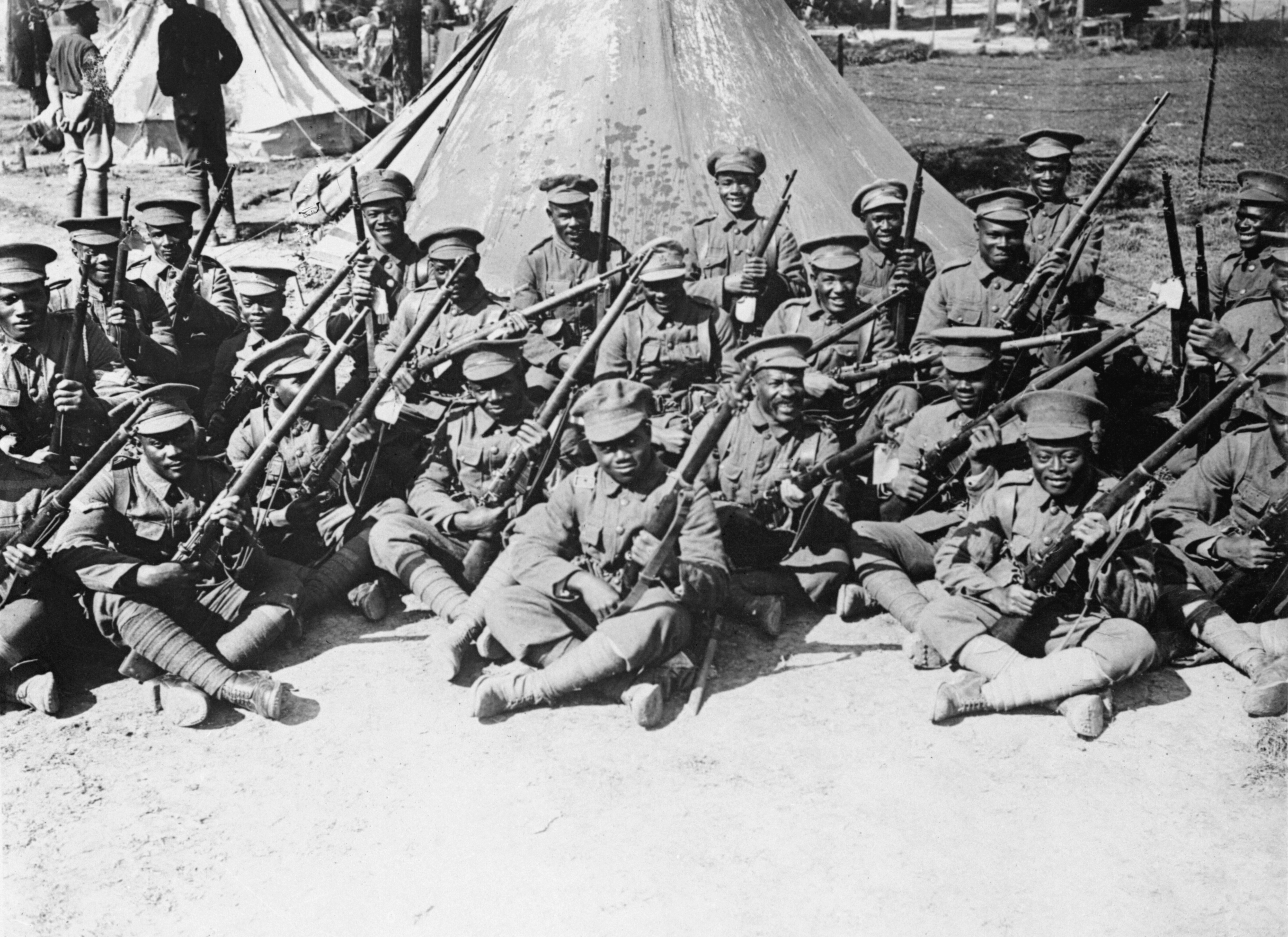
索姆河戰役的英國西印度兵團成員，1916年9月。照片中全是志願加入英國陸軍參戰的非洲裔加勒比人。

第一次世界大戰期間，隨著商船海員和士兵的到來，倫敦黑人社區的規模進一步增長。當時，還有一小批來自非洲和加勒比地區的學生移居倫敦。這些社區現在是位於倫敦最古老的黑人社區內。當時，最大的幾個黑人社區都在英國的大型港口城市：倫敦東區、利物浦、布里斯托爾和卡地夫的老虎灣，以及泰恩-威爾郡的南希爾茲與格拉斯哥的其他社區。

#### 第二次世界大戰
第二次世界大戰的爆發又導致了一波來自西印度群島的移民潮。成千上萬名西印度黑人以勞工、商人與役男的身份進入倫敦、利物浦等英國港口城市。

#### 戰後
在1950年代初期，英國大概有20,000名黑人，幾乎都出生在海外。在十年內，至少有25萬名來自西印度群島的黑人（牙買加為多數）聚居到了英國。這些來自加勒比地區的黑人移民的增加也被稱為疾風世代，得名於1948年將第一批大規模黑人移民從加勒比海運到英國的帝国疾風號郵輪。
這時隨著黑人人口在英國的增加，使部分英國本地人失去工作崗位，導致了兩個族群之間的對立和衝突。BBC在2012年的電視劇《演播時刻（第二季）》（The Hour Season II）中便有相關的情節。

#### 二十世紀晚期

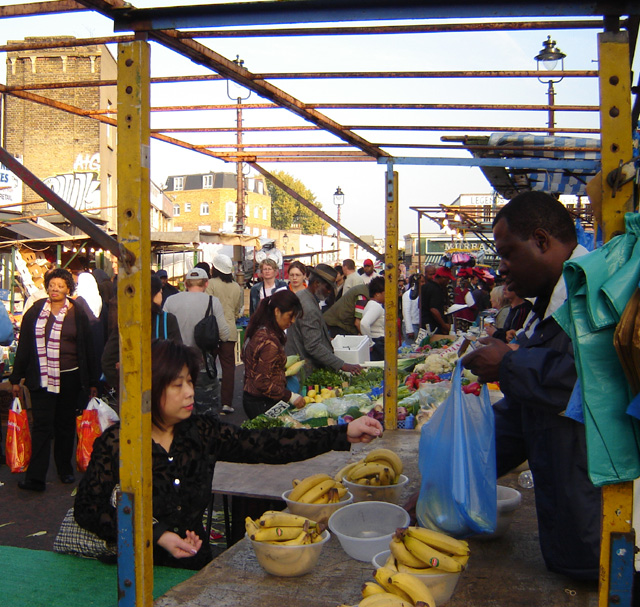
位於倫敦達爾斯頓的里德雷路市場，銷售非洲裔加勒比人的音樂、紡織品和食品，包括山羊肉、山藥、芒果和香料。

1962年大英國協移民法案在英國通過，並伴隨著1968年、1971年和1981年幾個後續法律，嚴格限制黑人移民進入英國。在這段時期，人們普遍議論英國的新生代黑人與亞洲人努力對抗種族主義與偏見。在1970年代，部分回應種族不容忍的興起和國外黑權運動的興起，“黑色”脫離了它的消極含義，被回收作為自豪的標誌：黑色是美麗的。1975年，大衛·彼特被任命為上議院議員。他發言反對種族主義，並要求對所有英國居民平等看待。在隨後的幾年裡，好幾個黑人成員被選入英國議會。

### 二十一世紀初期
2011年，在托登罕發生了警察槍擊黑人男子馬克·杜根事件，隨後在當地警察局舉行抗議活動。抗議以當地青年和警察之間互相攻擊而結束，導致幾個英格蘭城市發生騷亂。

## 人口
2011年英國的人口普查表示全英有1,904,684名「非洲／加勒比黑人英國人」，佔英國總人口的約3％。這些人大多數居住在英格蘭和威爾斯。

## 文化和社會

### 方言
英國黑人講的英語與美國黑人講的英語有很多不同之處，這體現在口音、詞彙、語調等許多地方。兩國黑人在語言習慣上的不同經常是英國黑人喜劇演員選擇調侃的地方。

### 媒體
英國黑人群體有兩大主要出版物：主版生活方式的月刊《驕傲雜誌》和主要注目加勒比人的《聲音》報。另外還有好幾個廣播站和電視頻道。